# American Hustle
American Hustle is een Amerikaanse misdaad-dramafilm uit 2013, geregisseerd door David O. Russell. Het verhaal hiervan is losjes gebaseerd op de FBI undercoveroperatie Abscam, die eind jaren 1970 plaatsvond. American Hustle won meer dan 75 prijzen, waaronder Golden Globes voor beste comedy- of musicalfilm, beste vrouwelijke hoofdrol (Amy Adams) en beste vrouwelijke bijrol (Jennifer Lawrence). De film werd ook genomineerd voor tien Academy Awards, waaronder die voor beste film.

## Verhaal
FBI-agent Richie DiMaso lokt het duo oplichters Irving Rosenfeld en Sydney Prosser in de val en stelt ze vervolgens voor een keuze: of ze gaan allebei de gevangenis in, of ze helpen hem vier grotere oplichters te pakken in ruil voor hun vrijheid. Nadat ze gekozen hebben voor het laatste, probeert Rosenfeld DiMasio aan zijn verstand te brengen dat hij jarenlang ongestraft zijn gang heeft kunnen gaan door nooit al te grote vissen te pakken te nemen en zo represailles te voorkomen. Zodra DiMasio lucht krijgt van de mogelijkheid meer te presteren dan vier willekeurige oplichters oppakken, slaat hij deze raad alleen in de wind. Hij raakt verblind door de kans op roem als het hem lukt corrupte politici en een hoge maffiabaas in de val te lokken. Hiermee brengt hij zijn baas alleen in de problemen en Rosenfeld en Prosser in levensgevaar.

## Rolverdeling
| Acteur            | Personage                       |
| ----------------- | ------------------------------- |
| Christian Bale    | Irving Rosenfeld                |
| Bradley Cooper    | Richie DiMaso                   |
| Amy Adams         | Sydney Prosser                  |
| Jeremy Renner     | burgemeester Carmine Polito     |
| Elisabeth Röhm    | Dolly Polito                    |
| Jennifer Lawrence | Rosalyn Rosenfeld               |
| Louis C.K.        | Stoddard Thorsen                |
| Jack Huston       | Pete Musane                     |
| Michael Peña      | Paco Hernandez / Sjeik Abdullah |
| Shea Whigham      | Carl Elway                      |
| Alessandro Nivola | Anthony Amado                   |
| Robert De Niro    | maffiabaas Victor Tellegio      |
| Anthony Zerbe     | senator Horton Mitchell         |
| Colleen Camp      | Brenda                          |
| Dawn Olivieri     | Cosmo Girl                      |

## Trivia
- American Hustle is de meest succesvolle film geregisseerd door David O. Russell.
- De echte undercoveroperatie Abscam leidde tot de veroordeling van een aantal prominente politici, een Amerikaanse senator, vijf leden van het Huis van Afgevaardigden, een lid van de Senaat van New Jersey, leden van het stadsbestuur van Philadelphia en een inspecteur van de Dienst Immigratie en Naturalisatie.
- In de film stelt Rosalyn Rosenfeld dat een magnetron alle voedingsstoffen uit het gerecht haalt en dat ze dat gelezen had in een artikel van Paul Brodeur. Brodeur had in werkelijkheid meerdere artikelen geschreven over de gevaren van magnetrons maar nooit deze stelling geuit. Hij klaagde de producenten aan maar werd in hoger beroep in het ongelijk gesteld omdat de rechters vonden dat het publiek wel door zou moeten hebben dat de uitspraken van Rosalyn niet serieus genomen moeten worden.
- Later in de film haalt ze een boek aan van zelfhulpgoeroe Wayne Dyer, De kracht van de intentie. Dit boek is echter pas in 2004 gepubliceerd.